# Piracicaba
Piracicaba je grad u Brazilu. Nalazi se u saveznoj državi Sao Paulo. 

## Stanovništvo
Prema procjeni iz 2007. u gradu je živjelo 358.108 stanovnika.
| 1991.   | 2000.   |
| ------- | ------- |
| 283.833 | 329.158 |

## Vanjske poveznice
- Službena stranica